# Люмьер (кинопремия, 2018)
23-я церемония вручения наград премии «Люмьер» за заслуги в области французского кинематографа за 2017 год состоялась 5 февраля 2018 года в Институте арабского мира (Париж, Франция). Номинанты были объявлены 11 декабря 2017 года.
Почётными гостями церемонии стали Моника Беллуччи и Жан-Поль Бельмондо, которым в дань уважения были вручены специальные награды.
Лучшим фильмом года была признана драма «120 ударов в минуту», взявшая награды во всех шести номинациях, в которых была представлена, её режиссёр — Робен Кампийо был удостоен трёх личных наград: за лучший фильм, режиссёрскую работу и сценарий.

## Список лауреатов и номинантов
Количество наград/номинаций:
- 6/6: «120 ударов в минуту»
- 2/4: «Барбара»
- 0/4: «Праздничный переполох»
- 0/3: «До свидания там, наверху» / «Фелисите» / «Сирота» / «Пациенты»
- 1/2: «В Сирии» / «Молодая женщина» / «Когда вернутся птицы»
- 0/2: «Мастерская» / «Молодой Годар» / «Мелкий фермер» / «Блестяще» / «Хранительницы» / «Макала» / «Призраки Исмаэля»
- 1/1: «Большой злой лис и другие сказки» / «Лица, деревни»

 • Победители выделены отдельным цветом. 
| Категории                                                                     | Лауреаты и номинанты | Лауреаты и номинанты | Лауреаты и номинанты |
| ----------------------------------------------------------------------------- | --- | --- | --- |
| Лучший фильм                                                                  | • 120 ударов в минуту / 120 battements par minute (режиссёр: Робен Кампийо)                                             | • 120 ударов в минуту / 120 battements par minute (режиссёр: Робен Кампийо)                                             | • 120 ударов в минуту / 120 battements par minute (режиссёр: Робен Кампийо)                                             |
| Лучший фильм                                                                  | • До свидания там, наверху / Au revoir là-haut (режиссёр: Альбер Дюпонтель)                                             | | |
| Лучший фильм                                                                  | • Барбара / Barbara (режиссёр: Матьё Амальрик)                                                                          | | |
| Лучший фильм                                                                  | • Фелисите / Félicité (режиссёр: Ален Гомис)                                                                            | | |
| Лучший фильм                                                                  | • Сирота / Orpheline (режиссёр: Арно де Пальер)                                                                         | | |
| Лучший фильм                                                                  | • Праздничный переполох / Le Sens de la fête (режиссёры: Эрик Толедано и Оливье Накаш)                                  | | |
| Лучшая режиссура                                                              | | • Робен Кампийо — «120 ударов в минуту»                                                                                 | • Робен Кампийо — «120 ударов в минуту»                                                                                 |
| Лучшая режиссура                                                              | • Матьё Амальрик — «Барбара»                                                                                            | | |
| Лучшая режиссура                                                              | • Лоран Канте — «Мастерская»                                                                                            | | |
| Лучшая режиссура                                                              | • Филипп Гаррель — «Любовник на день»                                                                                   | | |
| Лучшая режиссура                                                              | • Ален Гомис — «Фелисите»                                                                                               | | |
| Лучшая режиссура                                                              | • Мишель Хазанавичус — «Молодой Годар»                                                                                  | | |
| Лучший актёр                                                                  | | • Науэль Перес Бискаярт — «120 ударов в минуту»                                                                         | • Науэль Перес Бискаярт — «120 ударов в минуту»                                                                         |
| Лучший актёр                                                                  | • Сванн Арло — «Мелкий фермер»                                                                                          | | |
| Лучший актёр                                                                  | • Даниэль Отёй — «Блестяще»                                                                                             | | |
| Лучший актёр                                                                  | • Жан-Пьер Бакри — «Праздничный переполох»                                                                              | | |
| Лучший актёр                                                                  | • Луи Гаррель — «Молодой Годар» (за роль Жана-Люка Годара)                                                              | | |
| Лучший актёр                                                                  | • Реда Катеб — «Джанго» (за роль Джанго Рейнхардта)                                                                     | | |
| Лучшая актриса                                                                | | • Жанна Балибар — «Барбара» (за роль Брижит / Барбары)                                                                  | • Жанна Балибар — «Барбара» (за роль Брижит / Барбары)                                                                  |
| Лучшая актриса                                                                | • Хиам Аббасс — «В Сирии»                                                                                               | | |
| Лучшая актриса                                                                | • Жюльет Бинош — «Впусти солнце»                                                                                        | | |
| Лучшая актриса                                                                | • Эмманюэль Дево — «Первый номер»                                                                                       | | |
| Лучшая актриса                                                                | • Шарлотта Генсбур — «Обещание на рассвете»                                                                             | | |
| Лучшая актриса                                                                | • Карин Виар — «Ревнивая»                                                                                               | | |
| Самый многообещающий актёр                                                    | | • Арно Валуа — «120 ударов в минуту»                                                                                    | • Арно Валуа — «120 ударов в минуту»                                                                                    |
| Самый многообещающий актёр                                                    | • Халед Алуах — «De toutes mes forces»                                                                                  | | |
| Самый многообещающий актёр                                                    | • Матьё Люччи — «Мастерская»                                                                                            | | |
| Самый многообещающий актёр                                                    | • Некфе (фр.) — «Всё разделяет нас» (фр.)                                                                               | | |
| Самый многообещающий актёр                                                    | • Финнегэн Олдфилд — «Марвин, или прекрасное воспитание»                                                                | | |
| Самый многообещающий актёр                                                    | • Пабло Поли — «Пациенты»                                                                                               | | |
| Самая многообещающая актриса                                                  | Летиция Дош | • Летиция Дош — «Молодая женщина»                                                                                       | • Летиция Дош — «Молодая женщина»                                                                                       |
| Самая многообещающая актриса                                                  | Летиция Дош | • Ирис Бри — «Хранительницы»                                                                                            | |
| Самая многообещающая актриса                                                  | Летиция Дош | • Эй Айдара — «Праздничный переполох»                                                                                   | |
| Самая многообещающая актриса                                                  | Летиция Дош | • Камелия Жордана — «Блестяще»                                                                                          | |
| Самая многообещающая актриса                                                  | Летиция Дош | • Памела Рамос — «Tous les rêves du monde»                                                                              | |
| Самая многообещающая актриса                                                  | Летиция Дош | • Солен Риго — «Сирота»                                                                                                 | |
| Лучший сценарий                                                               | | • Робен Кампийо, Филлипп Манжео (фр.) — «120 ударов в минуту»                                                           | [[Файл:\|150px]] |
| Лучший сценарий                                                               | • Кристель Бертева, Арно де Пальер — «Сирота»                                                                           | | [[Файл:\|150px]] |
| Лучший сценарий                                                               | • Альбер Дюпонтель, Пьер Леметр — «До свидания там, наверху»                                                            | | [[Файл:\|150px]] |
| Лучший сценарий                                                               | • Карим Муссауи (фр.), Мод Амелин — «Когда вернутся птицы» (фр.)                                                        | | [[Файл:\|150px]] |
| Лучший сценарий                                                               | • Эрик Толедано, Оливье Накаш — «Праздничный переполох»                                                                 | | [[Файл:\|150px]] |
| Лучшая музыка к фильму                                                        | | • Арно Реботини (фр.) — «120 ударов в минуту»                                                                           | • Арно Реботини (фр.) — «120 ударов в минуту»                                                                           |
| Лучшая музыка к фильму                                                        | • Гаспар Клаус — «Макала»                                                                                               | | |
| Лучшая музыка к фильму                                                        | • Анжело Фолей, Grand Corps Malade — «Пациенты»                                                                         | | |
| Лучшая музыка к фильму                                                        | • Грегуар Этзель — «Призраки Исмаэля»                                                                                   | | |
| Лучшая музыка к фильму                                                        | • Igorrr — «Жаннетт: Детство Жанны д’Арк»                                                                               | | |
| Лучшая музыка к фильму                                                        | • Филипп Ромби — «Двуличный любовник»                                                                                   | | |
| Лучшая работа оператора                                                       | • Кристоф Бокарн — «Барбара»                                                                                            | • Кристоф Бокарн — «Барбара»                                                                                            | • Кристоф Бокарн — «Барбара»                                                                                            |
| Лучшая работа оператора                                                       | • Селин Бозон (фр.) — «Фелисите»                                                                                        | | |
| Лучшая работа оператора                                                       | • Каролина Шанпетье — «Хранительницы»                                                                                   | | |
| Лучшая работа оператора                                                       | • Ален Дюплантье — «Le Semeur»                                                                                          | | |
| Лучшая работа оператора                                                       | • Ирина Любчански — «Призраки Исмаэля»                                                                                  | | |
| Лучшая работа оператора                                                       | • Венсан Матиас — «До свидания там, наверху»                                                                            | | |
| Лучший дебютный фильм (фр. Meilleur premier film)                             | • Когда вернутся птицы / En attendant les hirondelles (реж. Карим Муссауи)                                              | • Когда вернутся птицы / En attendant les hirondelles (реж. Карим Муссауи)                                              | • Когда вернутся птицы / En attendant les hirondelles (реж. Карим Муссауи)                                              |
| Лучший дебютный фильм (фр. Meilleur premier film)                             | • Les Bienheureux (реж. София Джама)                                                                                    | | |
| Лучший дебютный фильм (фр. Meilleur premier film)                             | • Сырое / Grave (реж. Жюлия Дюкурно)                                                                                    | | |
| Лучший дебютный фильм (фр. Meilleur premier film)                             | • Молодая женщина / Jeune Femme (реж. Леонор Серрай)                                                                    | | |
| Лучший дебютный фильм (фр. Meilleur premier film)                             | • Пациенты / Patients (реж. Grand Corps Malade и Мехди Идир)                                                            | | |
| Лучший дебютный фильм (фр. Meilleur premier film)                             | • Мелкий фермер / Petit Paysan (реж. Юбер Шаруэль)                                                                      | | |
| Лучший анимационный фильм                                                     | • Большой злой лис и другие сказки / Le Grand Méchant Renard et autres contes... (реж. Бенджамин Реннер и Патрик Имбер) | • Большой злой лис и другие сказки / Le Grand Méchant Renard et autres contes... (реж. Бенджамин Реннер и Патрик Имбер) | • Большой злой лис и другие сказки / Le Grand Méchant Renard et autres contes... (реж. Бенджамин Реннер и Патрик Имбер) |
| Лучший анимационный фильм                                                     | • Тайная жизнь насекомых / Drôles de petites bêtes (реж. Антун Крингс и Арно Бурон)                                     | | |
| Лучший анимационный фильм                                                     | • Зомбиллениум / Zombillénium (реж. Артур де Пинс и Алексис Дюкор)                                                      | | |
| Лучший документальный фильм                                                   | • Лица, деревни / Visages, villages (реж. Аньес Варда и JR)                                                             | • Лица, деревни / Visages, villages (реж. Аньес Варда и JR)                                                             | • Лица, деревни / Visages, villages (реж. Аньес Варда и JR)                                                             |
| Лучший документальный фильм                                                   | • Сюжет 35 / Carré 35 (реж. Эрик Каравака)                                                                              | | |
| Лучший документальный фильм                                                   | • Люмьеры! Приключение начинается / Lumière ! L'aventure commence (режиссёр: Тьерри Фремо)                              | | |
| Лучший документальный фильм                                                   | • Макала / Makala (реж. Эмманюэль Гра)                                                                                  | | |
| Лучший документальный фильм                                                   | • Sans adieu (реж. Кристоф Агу)                                                                                         | | |
| Лучший документальный фильм                                                   | • Почтенный В. / Le Vénérable W. (реж. Барбе Шрёдер)                                                                    | | |
| Лучший иностранный фильм на французском языке (фр. Meilleur film francophone) | • В Сирии / Une famille syrienne (Бельгия, Франция, Ливан), реж. Филипп Ван Леу                                         | • В Сирии / Une famille syrienne (Бельгия, Франция, Ливан), реж. Филипп Ван Леу                                         | • В Сирии / Une famille syrienne (Бельгия, Франция, Ливан), реж. Филипп Ван Леу                                         |
| Лучший иностранный фильм на французском языке (фр. Meilleur film francophone) | • Пока не кончилось лето / Avant la fin de l'été (Швейцария, Франция), реж. Марьям Гурмагтай                            | | |
| Лучший иностранный фильм на французском языке (фр. Meilleur film francophone) | • Красавица и псы / La Belle et la Meute / Aala Kaf Ifrit (Тунис, Франция), реж. Каутер Бен Ханья                       | | |
| Лучший иностранный фильм на французском языке (фр. Meilleur film francophone) | • Свадьба / Noces (Бельгия, Люксембург, Пакистан), реж. Стефан Стрекер                                                  | | |
| Лучший иностранный фильм на французском языке (фр. Meilleur film francophone) | • Чудеса в Париже / Paris pieds nus (Бельгия, Франция), реж. Доминик Абель и Фиона Гордон                               | | |

### Специальная награда (Hommage)
- Моника Беллуччи
- Жан-Поль Бельмондо